# Павлівка (Степанівська сільська громада)
Павлі́вка(у минулому — Павло-Майорова, Візирякова, Візирянівка) — село в Україні, у Степанівській сільській громаді Роздільнянського району Одеської області. Населення становить 890 осіб.

## Історія
У 1856 році в поселені Павлівка поміщиці Візирянової було 15 дворів.
В 1859 році у власницькому селищі Павлівка (Візирянова) 1-го стану (станова квартира — містечко Понятівка) Тираспольського повіту Херсонської губернії, було 22 двора, у яких мешкало 58 чоловік і 58 жінок.
В 1887 році у селищі Павлівка (Визирянівка та Павло-Майорова) Розаліївської волості Тираспольського повіту Херсонської губернії мешкало 45 чоловіків та 69 жінок.
Станом на 20 серпня 1892 року при містечку Павлівка 1-го стану були польові землеволодіння (1502 десятини, 1227 сажнів) Сильвестрович Ольги Дмитрівної (дружина майора).
В 1896 році в селищі Павлівка (Павло-Майорова, Візирякова, Візирянівка) Розаліївської волості Тираспольського повіту Херсонської губернії, було 25 дворів, у яких мешкало 119 людей (60 чоловіків і 59 жінок). В населеному пункті була лавка та корчма.
На 1 січня 1906 року в містечку Павлівка (Візирянівка, Візирякова, Павло-Маіорова) Понятівської волості Тираспольського повіту Херсонської губернії, який розташований на лівій стороні Кучургану, були десятинники та різночинці; проживали євреї й малороси; була синагога; базари у неділю, але збирались рідко; існували колодязі, один багатоводний - з нього подавалась вода на станції Роздільна та Кучурган; 18 дворів, в яких мешкало 129 людей (59 чоловіків і 70 жінок).
У 1916 році на хуторі Павлівка Понятівської волості Тираспольського повіту Херсонської губернії, мешкало 26 людей (12 чоловіка і 14 жінок).
Станом на 28 серпня 1920 р. на хуторі Павлівка (Павло-Майорова, Візирякова, Візирянівка) Розаліївської волості Тираспольського повіту Одеської губернії, було 6 домогосподарств. Для 4 домогосподарів рідною мовою була російська, 2 — українська. На хуторі 26 людей наявного населення (13 чоловіків і 13 жінок). Родина домогосподаря: 12 чоловіків та 10 жінок (родичів: 3 жінки; наймані працівники: 1 чоловік). Тимчасово відсутні: солдати Червоної Армії — 1 чоловік.
В 1925-1940 рр. Павлівка входила до складу Тираспольського району (з 1935 року — Слободзейського району) Молдавської Автономної Радянської Соціалістичної Республіки (Українська РСР). З 1940 року у складі Роздільнянського району Одеської області.
Станом на 1 вересня 1946 року село входило до складу Степанівської сільської Ради.
На 1 травня 1967 року село входило до складу Кучурганської сільської Ради.
Станом на 1 січня 1984 року Павлівка перебувала в складі Степанівської сільської Ради.

## Населення
Згідно з переписом УРСР 1989 року чисельність наявного населення села становила 723 особи, з яких 320 чоловіків та 403 жінки.
За переписом населення України 2001 року в селі мешкало 735 осіб.

### Мова
Розподіл населення за рідною мовою за даними перепису 2001 року:
| Мова       | Відсоток |
| ---------- | -------- |
| українська | 65,18 %  |
| російська  | 32,93 %  |
| молдовська | 0,95 %   |
| білоруська | 0,41 %   |
| болгарська | 0,27 %   |
| інші       | 0,26 %   |